# 松木玖生
松木玖生（日语： Matsuki Kuryu，2003年4月30日—）是一位出生於日本北海道室蘭市的足球員，現時効力英冠球隊修咸頓，司职中场。

## 经历
松木玖生的哥哥也踢足球。在他6岁的时候，松木玖生和妈妈一起前往大泽足球俱乐部觀看哥哥训练，結果松木玖生被俱乐部负责人发掘，随后加入了球队。当他在小学二年级第一次出场比赛时是球隊的一名守门员。他在小学三年级时又嘗試擔任不同位置的球員。 
他小學畢業後前往青森山田中學就讀 。他在中學二年级时随青森山田中学获得了全国中学校足球大会冠军。
2019年，他进入青森山田高等學校就讀高中，从入校第一年开始就参加全國高等學校足球錦標賽 。2021年初，他参加了法国奥林匹克里昂的集训，并引起了海外球队的关注 。
2021年10月，他原本打算去欧洲发展，但他亦想加入日本本土的豪门俱樂部，于是他决定加盟日本J1联赛球队东京FC 。在第100届全国高等学校足球锦标赛中，他打入了4球 ，并且在半决赛和决赛中连续打进两球。
2022年1月，他参加东京FC在冲绳的冬训。

## 俱乐部
- 2010-2016 室兰大泽FC
- 2016-2019青森山田中学
- 2019-2022青森山田高等學校
- 2022- 东京FC

## 荣誉

### 团体
青森山田中学
- 全国中学校足球大会：一次（2017）

青森山田高等學校
- 高圆宫杯JFAU18足球超级联赛东区：2 次（2019 年、2021 年）
- 高间宫杯JFAU-18足球超级联赛决赛：第 1 届（2019 年）
- 全国高等學校综合体育大会足球競技大會：一次（2021）
- 全國高等學校足球錦標賽：一次（2022 年）

### 个人
- 全國高等學校足球錦標賽/优秀球员：3次（2019、2020、2021）
- 全国高等學校综合体育大会足球競技大會/优秀球员（2021）
- 全国高等學校综合体育大会足球競技大會最佳射手（2021）

## 国家队经历
- U-15 日本国家队
  - EAFF U15 男子锦标赛 (2018)
- U-16 日本国家队
  - U-16国际梦想杯（2019）
- U-17 日本国家队
  - 日本东盟青年交流会（2020）
- U-22 日本国家队
  - 亚足联U-23亚洲杯预选赛（2021 年）

## 脚注
1. ↑  室蘭出身松木さんFC東京加入へ　青森山田高3年　将来に期待の声 （页面存档备份，存于） 北海道新聞 2021年10月22日
2. ↑  【サッカー魂 冬の頂点へ④】「諦めない心」今の力に　室蘭旧大沢小出身・松木玖生選手 （页面存档备份，存于） 室蘭民報 2020年12月19日
3. ↑  東京内定の青森山田MF松木玖生「左足のキック精度を見て」一問一答 （页面存档备份，存于） 日刊スポーツ（2021年10月12日）2021年10月13日閲覧。
4. ↑  松木玖生や小野暉、三輪椋平…楽しみな2年生「来年は自分たちが引っ張って」(6枚) （页面存档备份，存于）ゲキサカ（2017年8月24日）2021年10月15日閲覧。
5. ↑  青森山田の中学生MF松木&小野が高校生上回るようなプレーで準決勝進出の力に （页面存档备份，存于） ゲキサカ（2019年9月16日）2021年10月14日閲覧。
6. ↑  “逸材レフティー”青森山田MF松木玖生の進路がFC東京に決定!! （页面存档备份，存于）ゲキサカ（2021年10月12日）2021年10月13日閲覧。
7. ↑  青森山田の10番・松木玖生、仏1部からオファーか　川島所属ストラスブールが冬の獲得目指す （页面存档备份，存于）スポニチ（2021年6月18日）2021年10月13日閲覧。
8. ↑  “急転””異例”のFC東京加入内定　松木玖生の決断にあった「肌感覚」と「長友佑都」 （页面存档备份，存于）サッカーキング（2021年10月12日）2021年10月13日閲覧。
9. ↑  . ゲキサカ.   [2022-01-11]. （原始内容存档于2022-01-11） （日语）.
10. ↑  3年間で通算15試合10得点。“選手権の申し子”青森山田MF松木玖生は日本一でフィナーレを飾る （页面存档备份，存于）ゲキサカ（2022年1月10日）2022年1月10日閲覧。